# Tim Holden

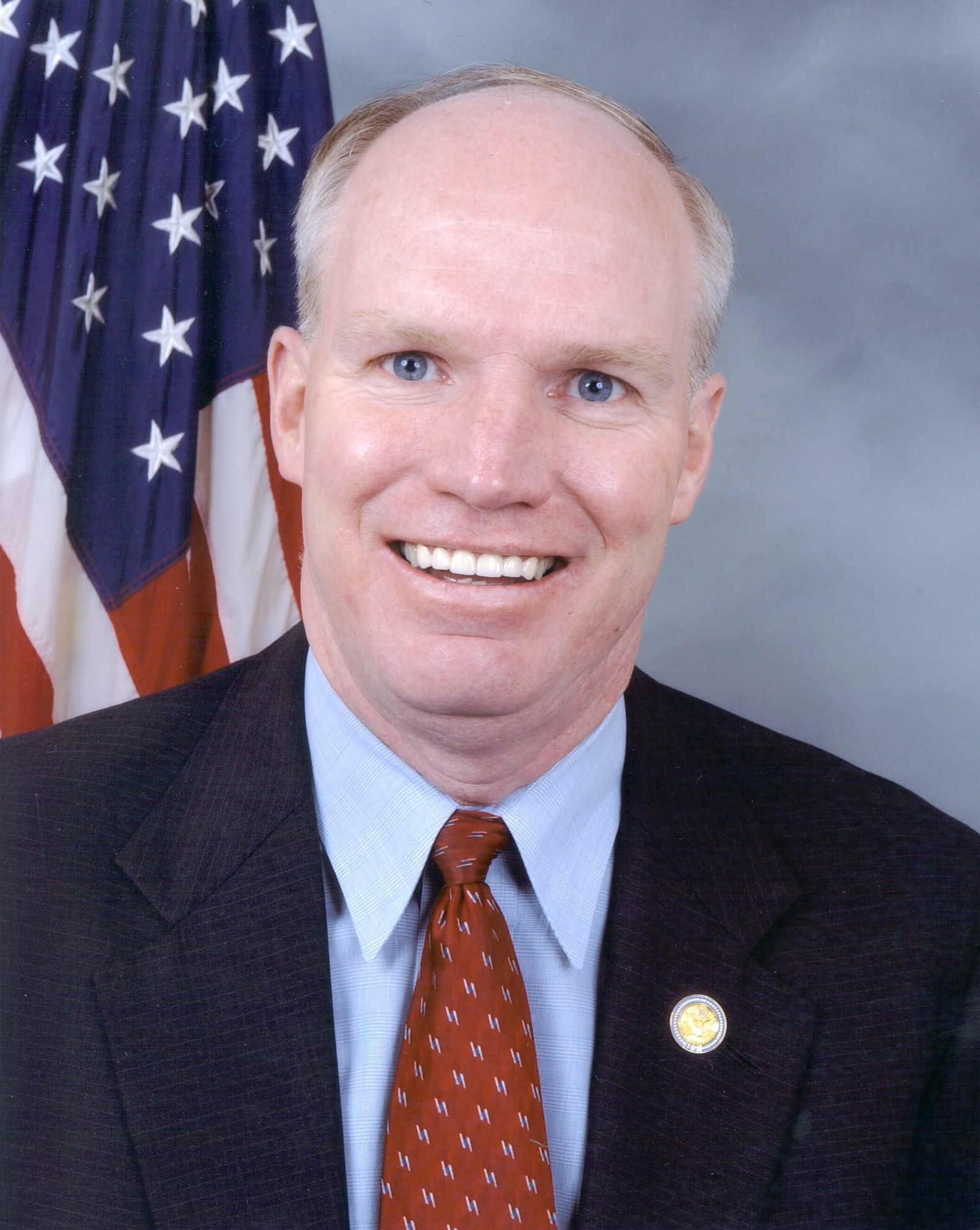
Tim Holden

Thomas Timothy „Tim“ Holden (* 5. März 1957 in St. Clair, Schuylkill County, Pennsylvania) ist ein US-amerikanischer Politiker. Von 1993 bis 2013 vertrat er den 6. Wahlbezirk des Bundesstaats Pennsylvania im US-Repräsentantenhaus.

## Werdegang
Tim Holden besuchte bis 1975 die „St. Clair Area High School“ und danach die „Fork Union Military Academy“ sowie die University of Richmond in Virginia. Im Jahr 1980 beendete er seine Studienzeit mit dem Bachelor an der Bloomsburg State University in Pennsylvania. Danach arbeitete er als Bewährungshelfer im Schuylkill County. Außerdem übte er das Amt des „Sergeant-at-Arms“ im Repräsentantenhaus von Pennsylvania aus. Von 1985 bis 1993 war er Sheriff im Schuylkill County. Politisch schloss er sich der Demokratischen Partei an.
Bei den Kongresswahlen des Jahres 1992 wurde Holden im sechsten Wahlbezirk von Pennsylvania in das US-Repräsentantenhaus in Washington, D.C. gewählt, wo er am 3. Januar 1993 die Nachfolge von Gus Yatron antrat. Nach neun Wiederwahlen übte er sein Mandat im Kongress bis zum 3. Januar 2013 aus, nachdem er in den Vorwahlen des Jahres 2012 parteiintern gegen Matt Cartwright verloren hatte. Cartwright hatte nach dem turnusgemäßen Neuzuschnitt der Wahlkreise Holden im 17. Wahlbezirk herausgefordert, den Holden seit 2003 vertreten hatte. Holden galt als eher konservativer Demokrat und zählte zur Blue Dog Coalition. Im Jahr 2002 stimmte er für den Irakkrieg. Er war Mitglied im Landwirtschaftsausschuss und im Verkehrsausschuss sowie in insgesamt vier Unterausschüssen. Außerdem gehörte er dem German-American Caucus und dem Congressional Arts Caucus an.